# Barbara Goette

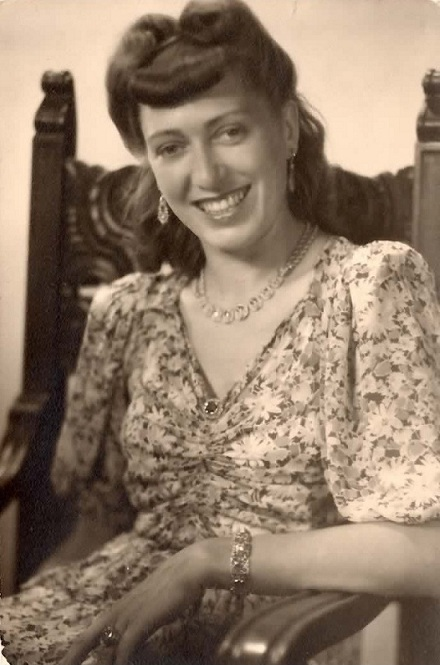
Barbara Goette

Barbara Goette (26 luglio 1908 – Adelaide, 23 ottobre 1997) è stata un'insegnante tedesca naturalizzata australiana. Visse in Germania e in Australia. Dal 1935 al 1943 lavorò come segretaria privata di Ludwig Roselius, creatore della Böttcherstraße e della Kaffee HAG, e finanziatrice della Focke-Wulf.

## Biografia
Barbara Goette iniziò a studiare matematica, fisica e filosofia all'Università di Friburgo e poi a Kiel, dove sostenne gli esami di stato nel 1934-35. Incontrò Ludwig Roselius attraverso il matrimonio di suo fratello con la figlia più giovane dell'imprenditore, allora quest'ultimo, resosi conto delle potenzialità della donna, le suggerì di lavorare per la sua azienda. Ella divenne la sua compagna, assistente, confidente e collaboratrice.
Nel settembre del 1936, durante un incontro a Berlino, il Reichsluftfahrtministerium (Ministero dell'aviazione del Reich) raccomandò la ricostruzione della Focke-Wulf con il 50% destinato allo Stato e il 50% a una grande azienda elettronica.
Poco tempo dopo il conglomerato Roselius divenne azionista di maggioranza con il 46% delle azioni, mentre la Lorenz (ITT) se ne assicurò il 27,8%. La compagnia aerea fu ricostituita come Focke-Wulf Flugzeugbau GmbH. La Goette fu determinante nel gestire la procedura di riformazione societaria, e nel mentre la Böttcherstrasse fu riclassificata come "arte degenerata". Roselius riuscì ad evitare un eventuale processo e di conseguenza fece montare il nuovo Focke-Wulf Fw 200 con 26 posti passeggeri (era nata il 26 luglio), salvaguardando la sua eredità, nel 1937.
Dopo la morte di Roselius nel maggio 1943, Barbara Goette tenne delle lezioni in inglese alla Humboldt Hochschule di Berlino fino a quando la struttura non andò distrutta durante un bombardamento. Nel 1944 iniziò il suo dottorato di ricerca in filosofia a Kiel. Lì incontrò il dott. JP Leidig, che sposò nel febbraio 1945. Poco dopo la guerra lavorò come interprete per la polizia militare a Gunzenhausen, in Baviera.
Nel 1950 la famiglia si stabilì ad Adelaide, in Australia. Il dott. Leidig morì nel 1957 e Goette rimase sola con i due figli. Non si risposò mai e insegnò matematica alla Woodlands Church of England Girls Grammar School per 23 anni. Un anno ebbe 4 dei primi 10 studenti dell'Australia del sud nella sua classe, ricevendo le congratulazioni dal Dipartimento di Matematica dell'Università di Adelaide. Lavorò come insegnante di matematica fino all'età di 81 anni presso il centro di immatricolazione del Muirden College, spegnendosi 8 anni dopo.
Nel 2015 è stata trasmessa un'intervista postuma completa sulla sua vita condotta dal programma australiano Our Time, canale 44 (episodio 188).

## Pubblicazioni
Mentre era impiegata presso Roselius, la Goette scrisse molti articoli sul dott. Roselius, tra cui Ludwig Roselius crea la Böttcherstraße e Politica e propaganda. Un saggio inedito "Ludwig il filosofo" appare nel libro che suo figlio scrisse con Kevin Lower come ricercatore e Karen Collins come curatrice principale. Questo libro è una biografia che tratta principalmente della sua vita in Germania durante il Terzo Reich. Secondo lei gli scagnozzi di Hitler avevano avvelenato Roselius con una massiccia dose di digitalis il 15 maggio 1943 all'Hotel Kaiserhof dopo che Barbara aveva piazzato una bomba sullo speciale Fw200, venendo coperta da Ludwig. Il 26 maggio 1944 la donna si recò a Bad Eilsen per incontrare il progettista e ingegnere di aeromobili della Focke-Wulf, professor Kurt Tank, per ottenere il suo contributo scritto per una pubblicazione commemorativa sulla vita di Roselius. Il Reichsführer Heinrich Himmler vide i suoi libri scritti in inglese al castello di Mittersill in Austria e la Gestapo avviò un'indagine nell'agosto del 1944. La Goette condusse un'ampia corrispondenza durante la seconda guerra mondiale con il senatore Alfred Faust e nel 1998 gli Archivi di Stato di Brema acquistarono 80 articoli originali da Ludwig Leidig (uno dei figli di Barbara) in Australia. Mitzi Bergel era la migliore amica di Barbara in Australia, e ogni anno ella organizzava una festa di Natale a Nord Adelaide, a cui partecipavano principalmente amici ebrei.
Nel 1944 la Goette rischiò la vita scrivendo le cose che avevano fatto infuriare Hitler nel 1936, mentre attaccava il dottor Roselius e la Böttcherstrasse al raduno del partito di Norimberga di settembre. Questo saggio di dieci pagine fu approvato nel settembre 1944 e infine pubblicato dal Bremen Yearbook nel 1951, venendo incluso nella sezione di riferimento. Gli aspetti controversi erano:
- Il museo Paula Becker-Modersohn è stato il primo museo al mondo dedicato a un'artista donna ed etichettato dai nazisti come "arte degenerata".
- L'"Albero della vita" di Bernhard Hoetger raffigurante un sacrificio nordico.
- L'architettura di Hoetger viene di nuovo definita "degenerata".

Alla fine del 1935 il giornale delle SS Das Schwarze Korps lanciò un attacco al vetriolo alla Böttcherstrasse di Roselius.